# Night Flight
Night Flight is een Amerikaanse dramafilm uit 1933 onder regie van Clarence Brown. De film is gebaseerd op het boek Vol de nuit uit 1930 van de Franse schrijver Antoine de Saint-Exupéry.

## Verhaal
Een moeder is met haar doodzieke zoon in Rio de Janeiro. Een piloot kalmeert de gestreste vrouw door haar te zeggen dat een nachtvlucht onderweg is om een serum te brengen. In Chili vertrekt de drager van het medicijn, Auguste Pellerin, met zijn toestel naar Buenos Aires. Het weer is echter zeer slecht en hij is genoodzaakt een noodlanding te maken. De president van de luchtvaartmaatschappij draagt hem op toch de vlucht te maken zoals op het programma stond en met tegenzin begint Pellerin aan een gevaarlijke reis.
Deze reis wordt ondersteund door Riviere, een strenge en meedogenloze directeur. Ondertussen worden piloot Jules Fabian en zijn radio-operator gewaarschuwd voor een grote storm. Het is voor Fabian zijn eerste vlucht en thuis wacht zijn vrouw Simone op hem met een verrassingsdiner. Hij is, ondanks het slechte weer, vastberaden door te blijven vliegen, omdat hij een boete zal krijgen als hij te laat komt. Door de storm en mist kan hij echter niets zien en verliest hij niet alleen de verbinding met operatoren, maar verliest hij ook controle over de route waarop hij vliegt.
Thuis hoopt Simone angstig op zijn terugkeer. Ze besluit uiteindelijk informatie te vragen bij het vliegveld, maar Riviere stuurt haar onmiddellijk weg. Ondertussen raakt de brandstof van het vliegtuig op en realiseren de inzittenden zich dat ze uit het toestel zullen moeten springen. Ze weten niet dat ze boven de zee vliegen en als ze uit het vliegtuig springen, komen ze door de allesverwoestende stroom in de zee te overlijden. Als Simone hiervan te horen krijgt, reageert ze hysterisch en geeft ze Riviere de schuld. Een Braziliaanse piloot wordt ingeschakeld om de vlucht te voltooien en uiteindelijk krijgt de vrouw het serum op tijd.

## Rolverdeling
| Acteur            | Personage                     |
| ----------------- | ----------------------------- |
| John Barrymore    | Riviere                       |
| Helen Hayes       | Madame Simone Fabian          |
| Clark Gable       | Jules Fabian                  |
| Lionel Barrymore  | Robineau                      |
| Robert Montgomery | Auguste Pellerin              |
| Myrna Loy         | Vrouw van Braziliaanse piloot |
| William Gargan    | Braziliaanse piloot           |
| C. Henry Gordon   | Daudet                        |
| Helen Jerome Eddy | Angstige moeder               |

## Achtergrond
Aanvankelijk zou de film een vehikel voor Helen Hayes worden, met Franchot Tone, Frank Morgan en Ben Lyon als haar tegenspelers. De studio besloot er uiteindelijk een film met veel filmsterren van te maken en verving daarom die acteurs door grotere namen. Volgens actrice Myrna Loy werd de film beetje bij beetje opgenomen en kreeg ze daarom het grootste gedeelte van de filmploeg nooit te zien.
David O. Selznick was onder de indruk van Hell's Angels (1930) en wilde een vliegtuigfilm maken die zich afspeelde in de lucht. Door de special effects die daarvoor noodzakelijk waren kostte de film uiteindelijk $500.000. Selznick was de eerste producent van Metro-Goldwyn-Mayer die genoemd werd in de aftiteling. Ondanks de moeite en de steracteurs werd de film een flop. Critici klaagden dat geen van de acteurs op hun best waren.